# Fédération française de muaythaï et disciplines associées
La Fédération française de muaythaï et disciplines associées (FFMDA) est une fédération sportive française gérant la boxe thaïlandaise en France.

## Les disciplines associées
Les disciplines associées de la FFMDA sont les suivantes : le muay-boran (regroupe les différents styles souples et durs de combat traditionnels thaïlandais : muay-chaiya, muay-korat, muay-lopburi, muay-thasao et les styles thématiques tel les techniques du singe blanc (hanuman) ainsi que le lerdrit (muay-boran de l'armée thaïlandaise), le krabi krabong (travail des armes traditionnelles) et les SMA (techniques de défense).
La FFMDA n'existe plus sous ce nom mais sous le nom de FMDA. Elle dispose toujours de l'agrément ministériel, mais plus de la délégation de pouvoir pour organiser les compétitions officielles(championnat de France, coupe de France, titres internationaux...) donnée puis retirée depuis juin 2009, à la FSCDA (ex-FFSCDA)